# Fritz Aurell
Fritz Theodor Aurell, född den 15 december 1840 i Stora Åby socken, Östergötlands län, död den 23 juni 1917 i Malmö, var en svensk jurist. Han var far till Birger Aurell och svärfar till Knut Dahlberg.
Aurell blev student vid Uppsala universitet 1861. Han avlade kameralexamen där 1864 och examen till rättegångsverken samma år. Aurell blev vice häradshövding 1866, fiskal i Göta hovrätt 1878, assessor där samma år, tillförordnad revisionssekreterare 1879 och konstituerad revisionssekreterare 1880. Han var häradshövding i Oxie och Skytts domsaga 1884–1910. Aurell blev riddare av Nordstjärneorden 1887 och kommendör av andra klassen av samma orden 1904. Han vilar på Sankt Pauli mellersta kyrkogård i Malmö.